# دي إف - 3 أي (صاروخ)
صاروخ دي إف - 3 أي الباليستي(بالإنجليزية:DF-3A) هو صاروخ متوسط المدى، أنتجت سنة 1971 ، وأشترتها الحكومة السعودية من الصين الشعبية عام 1987 ، وذلك بعد زيارة الأمير بندر بن سلطان آل سعود لجمهورية الصين الشعبية برغم أن العلاقات بين السعودية والصين كانت مقطوعة في ذلك الوقت ، وسميت بعدها «رياح الشرق» ، وزعمت إحدى المصادر بأن السعودية تفاوض الصين لشراء نوعين من صواريخ البالستية لتحل محلها الصواريخ القديمة.